# Артилук

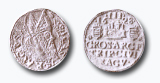
Артилук

Артилук, артилукко (хорв. artiluk, итал. artilucco) — серебряная монета Дубровницкой республики. Чеканилась в 1627—1701 годах весом в 2,22—1,38 г с содержанием 2,0—1,28 г чистого серебра.
На аверсе монеты изображён святой Власий, на реверсе — год выпуска, городские ворота с сидящим перед ними львом и номинал. Учитывая, что монета являлась подражанием польскому трёхгрошевику, а грош соответствовал двум турецким пара, то за ней и закрепилось турецкое название артилук, то есть шостак.
Выделяют артилуки подражания рижским трёхгрошевикам, на которых вместо льва помещена ветвь.